# 上伊熱廷
上伊熱廷是捷克的城鎮，位於該國西北部，距離首府拉貝河畔烏斯季40公里，由烏斯季州負責管轄，面積39.85平方公里，海拔高度280米，2001年人口達到1,917。

## 外部連結
- Official website （页面存档备份，存于）